# Ivan Petrovyč Kotljarevs'kyj
Ivan Petrovyč Kotljarevs'kyj (in ucraino Іван Петрович Котляревський?; Poltava, 9 settembre 1769 (c.g. 29 agosto) – Poltava, 10 novembre 1838 (c.g. 29 ottobre)) è stato uno scrittore, poeta e commediografo ucraino unanimemente considerato il padre della moderna letteratura ucraina.

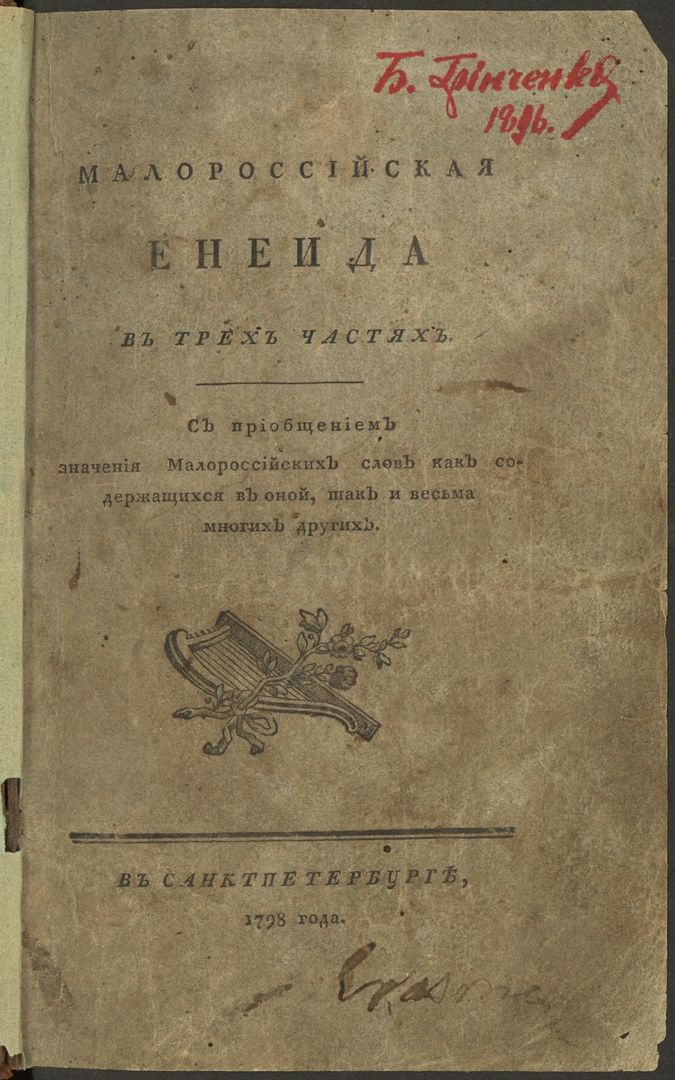
Prima edizione dell'Eneida

Il suo Eneida (edito in italiano come Eneide travestita), parodia del poema epico Eneide di Virgilio, è considerato il primo lavoro letterario pubblicato interamente in ucraino, linguaggio quotidiano di milioni di persone, ma ufficialmente non riconosciuto e scoraggiato nell'uso letterario dalla Russia imperiale. Le sue due commedie, a tutt'oggi dei classici: Natalka Poltavka (Natalka di Poltava) e Moskal'-Čarivnyk (Il mago di Mosca), hanno dato il via allo sviluppo del teatro e dell'opera nazionale ucraina. Kotljarevs'kyj era membro di una loggia massonica chiamata "Amore della verità" (Любов до істини).